# Santuario 5ta. Sección Buena Vista
Santuario 5ta. Sección Buena Vista är en ort i Mexiko.   Den ligger i kommunen Cárdenas och delstaten Tabasco, i den sydöstra delen av landet, 600 km öster om huvudstaden Mexico City. Santuario 5ta. Sección Buena Vista ligger 8 meter över havet och antalet invånare är 215.
Terrängen runt Santuario 5ta. Sección Buena Vista är mycket platt. Runt Santuario 5ta. Sección Buena Vista är det ganska tätbefolkat, med 129 invånare per kvadratkilometer. Närmaste större samhälle är Encrucijada 3ra. Sección, 4,1 km nordost om Santuario 5ta. Sección Buena Vista. Trakten runt Santuario 5ta. Sección Buena Vista består till största delen av jordbruksmark.